# Copa Libertadores 2001
W czterdziestej drugiej edycji Copa Libertadores udział wzięły 34 kluby reprezentujące wszystkie kraje zrzeszone w CONMEBOL oraz Meksyk, będący członkiem CONCACAF. Dwa najsilniejsze państwa, Brazylia i Argentyna, wystawiły po 4 kluby. Ponadto Argentynę reprezentował piąty klub – broniący tytułu Boca Juniors. Reszta państw oprócz Meksyku i Wenezueli wystawiła po trzy kluby, natomiast Meksyk i Wenezuela po dwa kluby.
Boca Juniors drugi raz z rzędu zdobył najważniejszy klubowy puchar Ameryki Południowej, pokonując w finale rewelacyjnie spisujący się meksykański klub Cruz Azul.
Na początku turnieju rozegrana została faza wstępna, gdzie zmierzyły się ze sobą kluby meksykańskie i wenezuelskie. Do fazy grupowej awansował jeden klub z Meksyku i jeden klub z Wenezueli. W fazie grupowej 32 kluby podzielono na 8 grup liczących po 4 drużyny. Do 1/8 finału awansowały po dwa najlepsze kluby z każdej grupy.
W 1/8 finału wylosowano osiem par, które wyłoniły ośmiu ćwierćfinalistów. W ćwierćfinale wylosowano cztery pary, które wyłoniły czterech półfinalistów. W półfinale dwie pary wyłoniły dwóch finalistów.
Znakomicie spisał się reprezentujący Meksyk klub Cruz Azul, który dotarł aż do finału, eliminując po drodze dwa renomowane kluby argentyńskie – River Plate i Rosario Central. W finale drużyna Meksyku uległa broniącej tytułu drużynie Boca Juniors dopiero po rzutach karnych.
Turniej zdominowany został przez kluby dwóch państw – Brazylii i Argentyny. Do ćwierćfinału poza trzema klubami argentyńskimi i trzema brazylijskimi zdołały dotrzeć meksykański Cruz Azul oraz kolumbijski klub América Cali.
Najsłabiej w tej edycji turnieju spisały się kluby z Peru i Boliwii.

## 1/32 finału
- Runda kwalifikacyjna: Meksyk, Wenezuela

| 20.09 Atlante FC – Cruz Azul 2:4 (1:2) - 0:1 Everaldo Bejines 37, 0:2 Joaquín Moreno 40, 1:2 Víctor Pacheco 43, 1:3 Emilio Mora 70, 2:3 Carlos Casartelli 72, 2:4 Jaime Ruiz 77                 |
| 21.09 ItalChacao Caracas – Táchira San Cristóbal 1:2 (0:0) - 0:1 Jefferson Gottardi 69, 0:2 Giovanni José Daniel 86, 1:2 Fernando de Ornelas 91                                                 |
| 26.09 ItalChacao Caracas – Atlante FC 2:0 (2:0) - 1:0 Rolando Álvarez 6, 2:0 Ruberth Morán 35                                                                                                   |
| 28.09 Táchira San Cristóbal – Atlante FC 1:0 (0:0) - 1:0 Jefferson Gottardi 71 |
| 10.10 ItalChacao Caracas – Cruz Azul 0:2 (0:1) - 0:1 Juan Francisco Palencia 38, 0:2 Juan Francisco Palencia 79                                                                                 |
| 12.10 Táchira San Cristóbal – Cruz Azul 1:0 (1:0) - 1:0 Claudio Alejandro Rivadero 19 |
| 25.10 Cruz Azul – Atlante FC 1:3 (1:0) - 1:0 Everaldo Bejines 9, 1:1 Carlos Casartelli 54, 1:2 Carlos Casartelli 70, 1:3 Germán Arangio 88                                                      |
| 25.10 Táchira San Cristóbal – ItalChacao Caracas 0:2 (0:0) - 0:1 Giovanny Pérez 66, 0:2 Gerzon Chacón 79                                                                                        |
| 31.10 Atlante FC – ItalChacao Caracas 2:3 (0:1) - 0:1 Rafael Ernesto Castellín 28, 0:2 Néstor Zanata 57, 1:2 Carlos Hermosillo 62, 1:3 Rafael Ernesto Castellín 80, 2:3 José Manuel Abundis 88k |
| 02.11 Cruz Azul – ItalChacao Caracas 4:1 (2:0) - 1:0 Ángel Alejandro Morales 17, 2:0 Joaquín Moreno 37, 2:1 Néstor Zanatta 46, 3:1 Emilio Mora 60, 4:1 Jaime Ruiz 92                            |
| 21.11 Atlante FC – Táchira San Cristóbal 1:2 (0:1) - 0:1 Wilfredo Alvarado 10, 0:2 Cecilio Cabrera 46, 1:2 Germán Arangio 71                                                                    |
| 23.11 Cruz Azul – Táchira San Cristóbal 4:1 (3:0) - 1:0 Juan Francisco Palencia 4, 2:0 Héctor Adomaitis 31, 3:0 Ángel Alejandro Morales 44, 4:0 Everaldo Begines 86, 4:1 Wilfredo Alvarado 90   |

| Klub                  | Mecze | Zw | Rem | Por | Pkt | BrZd | BrStr |
| --------------------- | ----- | -- | --- | --- | --- | ---- | ----- |
| Cruz Azul             | 6     | 4  | 0   | 2   | 12  | 15   | 8     |
| Táchira San Cristóbal | 6     | 4  | 0   | 2   | 12  | 7    | 8     |
| ItalChacao Caracas    | 6     | 3  | 0   | 3   | 9   | 9    | 10    |
| Atlante FC            | 6     | 1  | 0   | 5   | 3   | 8    | 13    |

## 1/16 finału

### Grupa 1
| 06.02 Universitario de Deportes – CA Vélez Sarsfield 0:2 (0:1) - 0:1 Jairo Fernando Castillo 39, 0:2 Federico Hernán Domínguez 55                                                                                                |
| 07.02 Atlético Junior – Rosario Central 3:1 (1:0) - 1:0 Orlando Enrique Ballesteros 41, 2:0 Marquinho 49k, 3:0 Óscar Restrepo 54, 3:1 Pablo Andrés Sánchez 88                                                                    |
| 21.02 Rosario Central – Universitario de Deportes 6:0 (3:0) - 1:0 Ezequiel González 7, 2:0 Maximiliano Cuberas 17, 3:0 Ezequiel González 35, 4:0 Juan Antonio Pizzi 60k, 5:0 Iván Moreno y Fabianesi 64, 6:0 Luciano de Bruno 73 |
| 22.02 CA Vélez Sarsfield – Atlético Junior 2:0 (2:0) - 1:0 Víctor Müller 6, 2:0 Víctor Müller 13 |
| 08.03 Rosario Central – CA Vélez Sarsfield 2:0 (2:0) - 1:0 Juan Antonio Pizzi 14, 2:0 Rafael Maceratesi 43 |
| 15.03 Universitario de Deportes – Atlético Junior 1:2 (0:0) - 1:0 Sergio Ramón Ibarra 52, 1:1 Luis Fernando Zuleta 70, 1:2 Orlando Enrique Ballesteros 90                                                                        |
| 20.03 Universitario de Deportes – Rosario Central 1:1 (1:0) - 1:0 Marcelo Jaime 40, 1:1 Ezequiel González 73 |
| 22.03 Atlético Junior – CA Vélez Sarsfield 4:0 (1:0) - 1:0 Wilson Enrique Pérez 38, 2:0 Marquinho 47, 3:0 Herly Enrique Alcázar 66, 4:0 Orlando Enrique Ballesteros 86                                                           |
| 04.04 Rosario Central – Atlético Junior 1:0 (1:0) - 1:0 Maximiliano Cuberas 24k |
| 05.04 CA Vélez Sarsfield – Universitario de Deportes 1:0 (0:0) - 1:0 Darío Fernando Husaín 59 |
| 19.04 Atlético Junior – Universitario de Deportes 1:1 (1:0) - 1:0 Óscar Restrepo 19, 1:1 Paolo Maldonado 73 |
| 19.04 CA Vélez Sarsfield – Rosario Central 0:2 (0:0) - 0:1 Juan Antonio Pizzi 74, 0:2 Federico Arias 87 |

| Klub                      | Mecze | Zw | Rem | Por | Pkt | BrZd | BrStr |
| ------------------------- | ----- | -- | --- | --- | --- | ---- | ----- |
| Rosario Central           | 6     | 4  | 1   | 1   | 13  | 13   | 4     |
| Atlético Junior           | 6     | 3  | 1   | 2   | 10  | 10   | 6     |
| CA Vélez Sarsfield        | 6     | 3  | 0   | 3   | 9   | 5    | 8     |
| Universitario de Deportes | 6     | 0  | 2   | 4   | 2   | 3    | 13    |

### Grupa 2
| 08.02 Club Universidad de Chile – Cerro Porteño 0:2 (0:0) - 0:1 Silvio Garay 54, 0:2 Jorge Luis Campos 87 |
| 15.02 Cerro Porteño – Sport Boys Callao 3:1 (3:0) - 1:0 Virgilio Ferreira 15, 2:0 Virgilio Ferreira 30, 3:0 Mauro Antonio Caballero 37, 3:1 Gustavo Marcelo Tempone 81                                                              |
| 27.02 Sport Boys Callao – Club Universidad de Chile 0:2 (0:0) - 0:1 David Marcelo Pizarro 66, 0:2 Mauricio Alejandro Tampe 87 |
| 08.03 SE Palmeiras – Club Universidad de Chile 2:1 (1:1) - 1:0 Lopes 13, 1:1 David Marcelo Pizarro 35, 2:1 Lopes 68 |
| 14.03 Sport Boys Callao – SE Palmeiras 1:4 (0:3) - 0:1 Tuta 24, 0:2 Alex 29, 0:3 Tuta 43, 0:4 Lopes 48, 1:4 Gustavo Marcelo Tempone 75                                                                                              |
| 22.03 Sport Boys Callao – Cerro Porteño 0:4 (0:4) - 0:1 Nozomi Hiroyama 7, 0:2 César Augusto Ramírez 23, 0:3 Virgilio Ferreira 31, 0:4 Nozomi Hiroyama 39                                                                           |
| 04.04 Cerro Porteño – SE Palmeiras 0:0 |
| 10.04 Cerro Porteño – Club Universidad de Chile 6:0 (4:0) - 1:0 César Augusto Ramírez 11, 2:0 Virgilio Ferreira 15, 3:0 Guido Virgilio Alvarenga 17, 4:0 Carlos Alberto Espínola 34, 5:0 Pedrinho 51, 6:0 Jorge Daniel Achucarro 52 |
| 11.04 SE Palmeiras – Sport Boys Callao 3:0 (1:0) - 1:0 Fábio Júnior 24, 2:0 Lopes 84, 3:0 Galeano 87 |
| 18.04 Club Universidad de Chile – SE Palmeiras 1:2 (0:1) - 0:1 Fábio Júnior 21, 1:1 Cristián Alberto Castañeda 69, 1:2 Alexandre 86                                                                                                 |
| 02.05 Club Universidad de Chile – Sport Boys Callao 1:1 (0:1) - 0:1 Jimmy Asprilla 7, 1:1 Diego Gabriel Rivarola 57 |
| 02.05 SE Palmeiras – Cerro Porteño 5:2 (2:1) - 1:0 Alex 24, 1:1 Pedrinho 38, 2:1 Alex 40, 3:1 Lopes 61, 3:2 Emilio Damián Martínez 72, 4:2 Fábio Júnior 75, 5:2 Lopes 78                                                            |

| Klub                      | Mecze | Zw | Rem | Por | Pkt | BrZd | BrStr |
| ------------------------- | ----- | -- | --- | --- | --- | ---- | ----- |
| SE Palmeiras              | 6     | 5  | 1   | 0   | 16  | 16   | 5     |
| Cerro Porteño             | 6     | 4  | 1   | 1   | 13  | 17   | 6     |
| Club Universidad de Chile | 6     | 1  | 1   | 4   | 4   | 5    | 13    |
| Sport Boys Callao         | 6     | 0  | 1   | 5   | 1   | 3    | 17    |

### Grupa 3
| 07.02 Club Jorge Wilstermann – San Lorenzo de Almagro 4:2 (1:0) - 1:0 Marcelo Adrian Sozzani 4, 2:0 Carlos Cárdenas Rodriguez 49, 3:0 Mauricio Ronald Soria 52k, 4:0 Gonzalo Germán Galindo 58, 4:1 Leandro Romagnoli 65, 4:2 Pedro Portocarrero 69 |
| 15.02 Club Nacional de Football – Club Jorge Wilstermann 3:0 (1:0) - 1:0 Sergio Daniel Martínez 21, 2:0 Sergio Daniel Martínez 62, 3:0 Richard Morales 83                                                                                           |
| 20.02 Deportes Concepción – Club Nacional de Football 0:0 |
| 01.03 San Lorenzo de Almagro – Deportes Concepción 2:1 (2:1) - 1:0 Leonardo Adrian Rodríguez 19, 2:0 Sebastián Abreu 30, 2:1 Juan Carlos Ibáñez 42                                                                                                  |
| 08.03 Club Jorge Wilstermann – Deportes Concepción 2:1 (0:0) - 1:0 Alfredo Jara 64, 1:1 Marcos Ferreira 78, 2:1 Sacha Silvestre Lima 81 |
| 13.03 Club Nacional de Football – San Lorenzo de Almagro 1:0 (1:0) - 1:0 Sergio Daniel Martínez 34k |
| 03.04 San Lorenzo de Almagro – Club Jorge Wilstermann 2:0 (1:0) - 1:0 Jorge Roberto Quinteros 42, 2:0 Sebastián Abreu 65 |
| 11.04 Club Nacional de Football – Deportes Concepción 2:0 (1:0) - 1:0 Fabián Coelho 37, 2:0 Fabián Coelho 51 |
| 17.04 Club Jorge Wilstermann – Club Nacional de Football 1:2 (0:1) - 0:1 Limberg Gutiérrez 28, 1:1 Carlos Cárdenas Rodriguez 72, 1:2 Rubén Sosa 90                                                                                                  |
| 17.04 Deportes Concepción – San Lorenzo de Almagro 3:2 (2:1) - 1:0 Cristián Montecinos 18, 2:0 Jorge Torres Vega 23k, 2:1 Sebastián Abreu 44, 3:1 Carlos Verdugo 86, 3:2 Raúl Enrique Estévez 90                                                    |
| 03.05 Deportes Concepción – Club Jorge Wilstermann 3:0 (0:0) - 1:0 Cristián Montecinos 54, 2:0 Juan Carlos Ibáñez 79, 3:0 Marco Bautista 89 |
| 03.05 San Lorenzo de Almagro – Club Nacional de Football 1:1 (0:1) - 0:1 Pablo Eduardo Islas 36, 1:1 Álvaro Meneses 67s |

| Klub                      | Mecze | Zw | Rem | Por | Pkt | BrZd | BrStr |
| ------------------------- | ----- | -- | --- | --- | --- | ---- | ----- |
| Club Nacional de Football | 6     | 4  | 2   | 0   | 14  | 9    | 2     |
| Deportes Concepción       | 6     | 2  | 1   | 3   | 7   | 8    | 8     |
| San Lorenzo de Almagro    | 6     | 2  | 1   | 3   | 7   | 9    | 10    |
| Club Jorge Wilstermann    | 6     | 2  | 0   | 4   | 6   | 7    | 13    |

### Grupa 4
| 13.02 CS Emelec – Club Olimpia 1:1 (0:0) - 0:1 Walter Escobar 46, 1:1 Carlos Alberto Juárez 67 |
| 22.02 Club Olimpia – Club Sporting Cristal 1:0 (0:0) - 1:0 Juan Carlos Benítez 46 |
| 01.03 Club Sporting Cristal – CS Emelec 0:1 (0:0) - 0:1 Moisés Antonio Candelario 78 |
| 13.03 Club Sporting Cristal – Cruzeiro EC 0:1 (0:0) - 0:1 Alexandre 79 |
| 03.04 Cruzeiro EC – CS Emelec 2:0 (1:0) - 1:0 Geovanni 26, 2:0 Geovanni 54 |
| 06.04 Club Olimpia – Cruzeiro EC 3:4 (2:1) - 0:1 Geovanni 10, 1:1 Victor Quintana 32, 2:1 Gabriel González Chaves 43, 2:2 Geovanni 52, 3:2 Francisco Javier Esteche 56, 3:3 Jorge Wagner 79, 3:4 Alessandro Oliveira 88 |
| 10.04 Cruzeiro EC – Club Sporting Cristal 5:0 (2:0) - 1:0 Luisão 33, 2:0 Oséas 37, 3:0 Oséas 68, 4:0 Geovanni 80, 5:0 Oséas 90                                                                                          |
| 12.04 Club Olimpia – CS Emelec 2:2 (2:1) - 1:0 Félix Ricardo Torres 22, 1:1 Carlos Alberto Juárez 30, 2:1 Gustavo Badell 44, 2:2 Pedro Aguírrez 88k                                                                     |
| 17.04 CS Emelec – Cruzeiro EC 0:0 |
| 18.04 Club Sporting Cristal – Club Olimpia 3:2 (1:1) - 1:0 Fernando Gastón Córdoba 11k, 1:1 Walter Escobar 42, 1:2 Francisco Javier Esteche 65, 2:2 Piero Fernando Alva 66, 3:2 Julinho 82                              |
| 01.05 CS Emelec – Club Sporting Cristal 3:1 (1:0) - 1:0 Wellington Eduardo Sánchez 2, 2:0 Carlos Alberto Juárez 50, 2:1 Piero Fernando Alva 52, 3:1 Carlos Alberto Juárez 85                                            |
| 01.05 Cruzeiro EC – Club Olimpia 3:1 (3:0) - 1:0 Marcelo Ramos 1, 2:0 Marcelo Ramos 38, 3:0 Alessandro Oliveira 42, 3:1 Tomás Alberto González 87                                                                       |

| Klub                  | Mecze | Zw | Rem | Por | Pkt | BrZd | BrStr |
| --------------------- | ----- | -- | --- | --- | --- | ---- | ----- |
| Cruzeiro EC           | 6     | 5  | 1   | 0   | 16  | 15   | 4     |
| CS Emelec             | 6     | 2  | 3   | 1   | 9   | 7    | 6     |
| Club Olimpia          | 6     | 1  | 2   | 3   | 5   | 10   | 13    |
| Club Sporting Cristal | 6     | 1  | 0   | 5   | 3   | 4    | 13    |

### Grupa 5
| 13.02 Club Guaraní – CD El Nacional 3:1 (2:0) - 1:0 Julio Valentín González 9, 2:0 Julio Valentín González 17, 2:1 Renán Calle 80, 3:1 Julio Valentín González 84                                                         |
| 22.02 River Plate – Club The Strongest 5:1 (2:0) - 1:0 Nelson Cuevas 5, 2:0 Nelson Cuevas 37, 2:1 Adrían Álvarez 78, 3:1 Martín Alejandro Cardetti 85, 4:1 Martín Alejandro Cardetti 88, 5:1 Martín Alejandro Cardetti 90 |
| 28.02 CD El Nacional – River Plate 1:0 (1:0) - 1:0 Christian Lara 11 |
| 01.03 Club The Strongest – Club Guaraní 1:1 (1:0) - 1:0 Líder Paz 1, 1:1 Julio Valentín González 64 |
| 06.03 River Plate – Club Guaraní 4:0 (1:0) - 1:0 Martín Alejandro Cardetti 3, 2:0 Javier Saviola 60, 3:0 Javier Saviola 85, 4:0 Fernando Cavenaghi 92                                                                     |
| 13.03 CD El Nacional – Club Guaraní 3:1 (1:0) - 1:0 Ángel Fernández 33, 1:1 Julio Valentín González 46, 2:1 Evelio Ordaz 58, 3:1 Diego Rodrigo Herrera 74                                                                 |
| 05.04 Club The Strongest – River Plate 4:1 (3:1) - 1:0 Richard Rojas 3, 2:0 Doyle Vaca 6, 2:1 Fernando Cavenaghi 9, 3:1 Doyle Vaca 40, 4:1 Líder Paz 64                                                                   |
| 10.04 CD El Nacional – Club The Strongest 2:1 (2:1) - 1:0 Evelio Ordoñez 6, 1:1 Daniel Delfino 27, 2:1 Lupo Quinteros 39                                                                                                  |
| 17.04 Club Guaraní – Club The Strongest 4:1 (3:0) - 1:0 Darío Verón 5, 2:0 Julio Valentín González 7, 3:0 Néstor Isasi 28, 3:1 Sandro Coelho 67k, 4:1 Néstor Espinoza 83                                                  |
| 18.04 River Plate – CD El Nacional 2:0 (2:0) - 1:0 Celso Ayala 4, 2:0 Martín Alejandro Cardetti 45k |
| 03.05 Club Guaraní – River Plate 0:1 (0:1) - 0:1 Víctor Eduardo Zapata 21 |
| 03.05 Club The Strongest – CD El Nacional 2:1 (0:1) 0:1 Diego Rodrigo Herrera 25k, 1:1 Daniel Delfino 69, 2:1 Daniel Delfino 72                                                                                           |

| Klub               | Mecze | Zw | Rem | Por | Pkt | BrZd | BrStr |
| ------------------ | ----- | -- | --- | --- | --- | ---- | ----- |
| River Plate        | 6     | 4  | 0   | 2   | 12  | 13   | 6     |
| CD El Nacional     | 6     | 3  | 0   | 3   | 9   | 8    | 9     |
| Club Guaraní       | 6     | 2  | 1   | 3   | 7   | 9    | 11    |
| Club The Strongest | 6     | 2  | 1   | 3   | 7   | 10   | 14    |

### Grupa 6
| 13.02 CA Peñarol – América Cali 1:2 (1:1) - 0:1 Raúl Orlando Roganovich 22k, 1:1 Joe Emerson Bizera 40, 1:2 Raúl Orlando Roganovich 60                                |
| 22.02 Táchira San Cristóbal – CA Peñarol 0:0 |
| 27.02 América Cali – Táchira San Cristóbal 3:0 (2:0) - 1:0 Edison Mafla 12, 2:0 David Arturo Ferreira 36, 3:0 Julián Vásquez 84                                       |
| 06.03 América Cali – CA Peñarol 2:1 (0:0) - 1:0 Christian García 64, 1:1 Pablo Bengoechea 66, 2:1 Jersson González 81                                                 |
| 14.03 América Cali – CR Vasco da Gama 0:3 (0:1) - 0:1 Juninho Paulista 29, 0:2 Clébson 54, 0:3 Euller 82                                                              |
| 21.03 Táchira San Cristóbal – CR Vasco da Gama 0:1 (0:0) - 0:1 Euller 84                                                                                              |
| 05.04 CR Vasco da Gama – CA Peñarol 2:1 (1:0) - 1:0 Viola 14, 1:1 Guillermo Giacomazzi 87, 2:1 Viola 90                                                               |
| 12.04 CR Vasco da Gama – América Cali 4:1 (4:0) - 1:0 Jhon Viáfara 19s, 2:0 Clébson 22, 3:0 Romário 23, 4:0 Jorginho Paulista 28, 4:1 Jersson González 90k            |
| 18.04 CA Peñarol – Táchira San Cristóbal 3:1 (2:0) - 1:0 José María Franco 7, 2:0 Álvaro Pintos 25, 2:1 Edson Tortolero 47k, 3:1 Leonel Pilipaukas 76                 |
| 21.04 CR Vasco da Gama – Táchira San Cristóbal 3:2 (1:0) - 1:0 Romário 26, 2:0 Romário 52k, 2:1 Manuel Ponte 53, 3:1 Dedé Anderson 80, 3:2 José Francisco González 86 |
| 02.05 Táchira San Cristóbal – América Cali 0:2 (0:1) - 0:1 Gerson González 13, 0:2 Raúl Orlando Roganovich 58                                                         |
| 02.05 CA Peñarol – CR Vasco da Gama 1:3 (0:1) - 0:1 Dedé Anderson 40, 0:2 Viola 52, 1:2 Óscar Osvaldo Aguirregaray 58, 1:3 Dedé Anderson 87                           |

| Klub                  | Mecze | Zw | Rem | Por | Pkt | BrZd | BrStr |
| --------------------- | ----- | -- | --- | --- | --- | ---- | ----- |
| CR Vasco da Gama      | 6     | 6  | 0   | 0   | 18  | 16   | 5     |
| América Cali          | 6     | 4  | 0   | 2   | 12  | 10   | 9     |
| CA Peñarol            | 6     | 1  | 1   | 4   | 4   | 7    | 10    |
| Táchira San Cristóbal | 6     | 0  | 1   | 5   | 1   | 3    | 12    |

### Grupa 7
| 14.02 Defensor Sporting – Olmedo Riobamba 3:2 (1:1) - 0:1 Daniel Nelson Landriel 7, 1:1 Martín Ricardo Ligüera 11, 2:1 Eliomar 56, 3:1 Martín Ricardo Ligüera 78, 3:2 Luis Ángel González 84                                                |
| 20.02 Cruz Azul – Defensor Sporting 2:0 (1:0) - 1:0 Juan Francisco Palencia 29k, 2:0 Gonzalo Luís Belloso 90 |
| 27.02 Olmedo Riobamba – Cruz Azul 2:3 (1:0) - 1:0 Daniel Nelson Landriel 23, 1:1 Ángel Alejandro Morales 55, 1:2 Gonzalo Luís Belloso 64, 1:3 Emilio Mora 82, 2:3 Wilmer Lavayén 90                                                         |
| 06.03 São Caetano – Cruz Azul 1:1 (0:0) - 0:1 Juan Máximo Reynoso 77, 1:1 Daniel 82 |
| 07.03 Olmedo Riobamba – Defensor Sporting 4:2 (2:1) - 1:0 Julio César Gómez 16, 1:1 Martín Ricardo Ligüera 24k, 2:1 Edison Néstor Maldonado 39, 3:1 Edison Néstor Maldonado 60, 4:1 Héctor Manuel González 64, 4:2 Marcio Rodríguez Cruz 75 |
| 15.03 Olmedo Riobamba – São Caetano 2:1 (1:0) - 1:0 Orfilil Mercado 10, 1:1 Aílton Delfino 60, 2:1 Freddy Brito 90 |
| 21.03 Cruz Azul – São Caetano 1:0 (0:0) - 1:0 Emilio Mora 85 |
| 06.04 São Caetano – Defensor Sporting 0:0 |
| 12.04 Defensor Sporting – Cruz Azul 3:2 (1:0) - 1:0 Marcio Rodríguez Cruz 24, 2:0 Marcio Rodríguez Cruz 47, 2:1 Erick Marín 56, 2:2 Everaldo Begines 75, 3:2 Santiago Silva 87                                                              |
| 19.04 São Caetano – Olmedo Riobamba 3:0 (2:0) - 1:0 Adãozinho 19, 2:0 César 29, 3:0 César 79 |
| 04.05 Cruz Azul – Olmedo Riobamba 3:1 (0:1) - 0:1 Héctor Manuel González 34, 1:1 Víctor Gutiérrez 62, 2:1 Ángel Alejandro Morales 70, 3:1 Juan Francisco Palencia 88                                                                        |
| 04.05 Defensor Sporting – São Caetano 0:1 (0:1) - 0:1 Aílton Delfino 33 |

| Klub              | Mecze | Zw | Rem | Por | Pkt | BrZd | BrStr |
| ----------------- | ----- | -- | --- | --- | --- | ---- | ----- |
| Cruz Azul         | 6     | 4  | 1   | 1   | 13  | 12   | 7     |
| São Caetano       | 6     | 2  | 2   | 2   | 8   | 6    | 4     |
| Defensor Sporting | 6     | 2  | 1   | 3   | 7   | 8    | 11    |
| Olmedo Riobamba   | 6     | 2  | 0   | 4   | 6   | 11   | 15    |

### Grupa 8
| 14.02 Deportivo Cali – CD Cobreloa 1:2 (1:1) - 1:0 Iván René Valenciano 38, 1:1 Luis Alberto Fuentes 45, 1:2 Paolo Vivar 49                                                             |
| 21.02 Boca Juniors – Oriente Petrolero 2:1 (1:0) - 1:0 Omar Sebastián Pérez 33, 2:0 Juan Román Riquelme 56, 2:1 Milton Coimbra 58                                                       |
| 28.02 CD Cobreloa – Boca Juniors 0:1 (0:0) - 0:1 Jorge Hernán Bermúdez 76 |
| 02.03 Oriente Petrolero – Deportivo Cali 1:3 (1:2) - 0:1 Iván René Valenciano 22, 1:1 Milton Coimbra 40, 1:2 Elkin Antonio Murillo 42, 1:3 Elkin Antonio Murillo 85                     |
| 07.03 CD Cobreloa – Oriente Petrolero 2:1 (0:0) - 1:0 Nicolás Tagliani 50, 1:1 Roger Suárez 73, 2:1 Nicolás Tagliani 86                                                                 |
| 07.03 Boca Juniors – Deportivo Cali 2:1 (1:1) - 0:1 Rubiel Quintana 25, 1:1 Marcelo Alejandro Delgado 30, 2:1 Marcelo Alejandro Delgado 54                                              |
| 20.03 Boca Juniors – CD Cobreloa 1:0 (1:0) - 1:0 Gustavo Hernán Pinto 12 |
| 04.04 CD Cobreloa – Deportivo Cali 2:1 (1:0) - 1:0 Nicolás Tagliani 45, 1:1 Iván René Valenciano 52, 2:1 Patricio Sebastián Galaz 90                                                    |
| 04.04 Oriente Petrolero – Boca Juniors 0:1 (0:0) - 0:1 Fernando Daniel Pandolfi 91 |
| 20.04 Deportivo Cali – Oriente Petrolero 4:1 (3:0) - 1:0 Rubiel Quintana 1, 2:0 Giovanni Hernández 23, 3:0 Elkin Antonio Murillo 37, 3:1 Miguel Ángel Abrigo 64, 4:1 Rubiel Quintana 73 |
| 02.05 Deportivo Cali – Boca Juniors 3:0 (1:0) - 1:0 Gerardo Alberto Bedoya 34, 2:0 Víctor Hugo Aristizábal 77, 3:0 Julio Javier Marchant 85s                                            |
| 02.05 Oriente Petrolero – CD Cobreloa 2:2 (0:1) - 0:1 Nicolás Tagliani 10, 1:1 Milton Coimbra 52, 1:2 Fernando Andrés Cornejo 56, 2:2 Ricardo Gabriel Lunari 83                         |

| Klub              | Mecze | Zw | Rem | Por | Pkt | BrZd | BrStr |
| ----------------- | ----- | -- | --- | --- | --- | ---- | ----- |
| Boca Juniors      | 6     | 5  | 0   | 1   | 15  | 7    | 5     |
| CD Cobreloa       | 6     | 3  | 1   | 2   | 10  | 8    | 7     |
| Deportivo Cali    | 6     | 3  | 0   | 3   | 9   | 13   | 8     |
| Oriente Petrolero | 6     | 0  | 1   | 5   | 1   | 6    | 14    |

## 1/8 finału
| CD Cobreloa – Rosario Central 2:3 i 1:1 - 08.05 1:0 Pablo Andrés Abdala 15, 1:1 Gabriel Alejandro Loeschbor 47, 1:2 Maximiliano Cuberas 57, 2:2 Nicolás Tagliani 82, 2:3 Ezequiel González 84 - 15.05 0:1 Luciano de Bruno 37, 1:1 Nicolás Tagliani 83              |
| América Cali – Club Nacional de Football 2:0 i 3:1 - 09.05 1:0 David Arturo Ferreira 46, 2:0 Jersson González 71 - 17.05 1:0 Julián Vásquez 32, 2:0 David Arturo Ferreira 39, 2:1 Richard Morales 89k, 3:1 Edison Mafla 90                                          |
| CS Emelec – River Plate 2:0 i 0:5 - 09.05 1:0 Pedro Aguírrez 20, 2:0 Moisés Antonio Candelario 67 - 17.05 0:1 Celso Ayala 22, 0:2 Javier Saviola 35, 0:3 Mario Alberto Yepes 55, 0:4 Javier Saviola 62, 0:5 Ariel Ortega 66                                         |
| Cerro Porteño – Cruz Azul 2:1 i 1:3 - 10.05 0:1 Sergio Almaguer 9, 1:1 Virgilio Ferreira 41, 2:1 Mauro Antonio Caballero 84 - 17.05 0:1 José Saturnino Cardozo 7, 1:1 Jorge Luis Campos 9, 1:2 Ángel Alejandro Morales 30, 1:3 José Saturnino Cardozo 33            |
| São Caetano – SE Palmeiras 1:0 i 0:1, karne 3:5 - 09.05 1:0 Marlon 80 - 16.05 0:1 León Darío Múñoz 82 - Karne: Márcio Griggio (+), Nelsinho (+), Daniel (+) – Alex (+), Tuta (+), Lopes (+), Felipe Loureiro (+), Francisco Javier Arce (+)                         |
| CD El Nacional – Cruzeiro EC 1:2 i 1:4 - 08.05 0:1 Juan Pablo Sorín 25, 1:1 Diego Rodrigo Herrera 49k, 1:2 Geovanni 75 - 15.05 0:1 Bolívar Efrén Gómez 1s, 0:2 Luisão 17, 1:2 Diego Rodrigo Herrera 32k, 1:3 Marcus Vinícius 66, 1:4 Marcelo Ramos 84               |
| Deportes Concepción – CR Vasco da Gama 1:3 i 0:1 - 09.05 1:0 Carlos Verdugo 6, 1:1 Juninho Paulista 20, 1:2 Romário 64, 1:3 Juninho Paulista 90 - 16.05 0:1 Juninho Paulista 50                                                                                     |
| Atlético Junior – Boca Juniors 2:3 i 1:1 - 10.05 0:1 Marcelo Alejandro Delgado 6, 1:1 Eudalio Ulises Arriaga 28, 2:1 Henry Zambrano 39, 2:2 Juan Román Riquelme 64, 2:3 Marcelo Alejandro Delgado 81 - 16.05 1:0 Henry Zambrano 1, 1:1 Guillermo Barros Schelotto 9 |

## 1/4 finału
| SE Palmeiras – Cruzeiro EC 3:3 i 2:2, karne 4:3 - 23.05 1:0 Lopes 17, 1:1 Oséas 41, 1:2 Geovanni 44, 2:2 Lopes 62, 2:3 Jorge Wagner 82, 3:3 Lopes 90 - 30.05 0:1 Alessandro Oliveira 5, 1:1 Francisco Javier Arce 54, 1:2 Cris 60, 2:2 Alexandre 80 - Karne: Lopes (+), Francisco Javier Arce (+), Fernando (+), León Darío Múñoz (+), Alex (-), Galeano (-), Felipe Loureiro (obronił André Döring) – Marcelo Ramos (+), Cris (+), Marcus Vinícius (+), Jackson (-), Luisão (obronił Marcos), Ricardinho (obronił Marcos), Marcos Paulo (obronił Marcos) |
| CR Vasco da Gama – Boca Juniors 0:1 i 0:3 - 23.05 0:1 Guillermo Barros Schelotto 69 - 30.05 0:1 Aníbal Samuel Matellán 11, 0:2 Guillermo Barros Schelotto 21k, 0:3 Guillermo Barros Schelotto 31 |
| Rosario Central – América Cali 1:0 i 2:3, karne 4:3 - 22.05 1:0 Juan Antonio Pizzi 22 - 29.05 0:1 Julián Vásquez 6, 0:2 José Herrera 10, 0:3 Jersson González 69, 1:3 Juan Antonio Pizzi 89, 2:3 Juan Antonio Pizzi 90 - Karne: Daniel Alberto Díaz (+), Líber Ernesto Vespa (+), Juan Antonio Pizzi (+), Diego José Erroz (+), Matías Emanuel Lequi (obronił Luis Alberto Barbat), Maximiliano Cuberas (obronił Luis Alberto Barbat), Luciano de Bruno (obronił Luis Alberto Barbat), Iván Moreno y Fabianesi (obronił Luis Alberto Barbat) – David Arturo Ferreira (+), Julián Vásquez (+), James Cardona (+), Foad Maziri (obronił Laureano Tombolini), Luis Alberto Barbat (obronił Laureano Tombolini), José Herrera (obronił Laureano Tombolini), William Román Zapata (obronił Laureano Tombolini) |
| River Plate – Cruz Azul 0:0 i 0:3 - 23.05 0:0 - 30.05 0:1 Juan Francisco Palencia 20, 0:2 Juan Francisco Palencia 26, 0:3 José Saturnino Cardozo 44 |

## 1/2 finału
| Cruz Azul – Rosario Central 2:0 i 3:3 - 07.06 1:0 José Saturnino Cardozo 36, 2:0 Juan Francisco Palencia 76k - 14.06 1:0 Sergio Almaguer 7, 1:1 Juan Antonio Pizzi 38k, 1:2 Rafael Maceratesi 42, 2:2 Héctor Adomaitis 44, 2:3 Rafael Maceratesi 67, 3:3 Juan Francisco Palencia 90 |
| Boca Juniors – SE Palmeiras 2:2 i 2:2, karne 3:2 - 07.06 0:1 Alex 18, 1:1 Guillermo Barros Schelotto 43k, 1:2 Fábio Júnior 52, 2:2 Antonio Daniel Barijho 53 - 13.06 1:0 Walter Nicolás Gaitán 2, 2:0 Juan Román Riquelme 17, 2:1 Fábio Júnior 36, 2:2 Jorge Hernán Bermúdez 66s - Karne: Juan Román Riquelme (+), Marcelo Alejandro Delgado (+), Jorge Hernán Bermúdez (+), Cristián Alberto Traverso (-) – Lopes (+), León Darío Muñoz (+), Francisco Javier Arce (-), Alex (obronił Óscar Eduardo Córdoba), Basílio (obronił Óscar Eduardo Córdoba) |

## FINAŁ
| Cruz Azul – Boca Juniors 0:1 i 1:0, karne 1:3 |
| 20 czerwca 2001 Meksyk Estadio Azteca (115 000) Cruz Azul – Boca Juniors 0:1 (0:0) Sędzia: Márcio Rezende (Brazylia) Bramki: 0:1 Marcelo Alejandro Delgado 79 Żółte kartki: Melvin Brown, José Saturnino Cardozo, Víctor Gutiérrez, Pablo Manuel Galdames / Walter Nicolás Gaitán, Clemente Juan Rodríguez, Cristián Alberto Traverso, José Antonio Pereda Cruz Azul: Óscar Pérez – Víctor Gutiérrez (53 Héctor Adomaitis), Norberto Angeles (42 Tomás Alberto Campos), Sergio Almaguer, Melvin Brown, Pablo Manuel Galdames, José Alberto Hernández, Julio César Pinheiro, Ángel Alejandro Morales, Juan Francisco Palencia, José Saturnino Cardozo. Trener: José Luis Trejo Club Atlético Boca Juniors: Óscar Eduardo Córdoba – Hugo Benjamín Ibarra, Jorge Hernán Bermúdez, Nicolás Burdisso, Clemente Juan Rodríguez (55 Gustavo Hernán Pinto), Sebastián Alejandro Battaglia, Javier Alejandro Villarreal (78 José Antonio Pereda), Cristián Alberto Traverso, Juan Román Riquelme, Walter Nicolás Gaitán, Christian Giménez (60 Marcelo Alejandro Delgado) Trener: Carlos Bianchi |
| 28 czerwca 2001 Buenos Aires Estadio La Bombonera (60 000) Boca Juniors – Cruz Azul 0:1 (0:1), karne 3:1 Sędzia: Gilberto Hidalgo (Peru) Bramki: 0:1 Juan Francisco Palencia 45 Karne: 1:0 Juan Román Riquelme, 1:1 Juan Francisco Palencia, 2:1 Mauricio Alberto Serna, 2:1 Pablo Manuel Galdames (obronił Óscar Eduardo Córdoba), 3:1 Marcelo Alejandro Delgado, 3:1 José Alberto Hernández (obronił Óscar Eduardo Córdoba), 3:1 Jorge Hernán Bermúdez (obok bramki), 3:1 Julio César Pinheiro (obronił Óscar Eduardo Córdoba) Żółte kartki: Marcelo Alejandro Delgado / Sergio Almaguer Club Atlético Boca Juniors: Óscar Eduardo Córdoba – Hugo Benjamín Ibarra, Jorge Hernán Bermúdez, Aníbal Samuel Matellán, Clemente Juan Rodríguez, Mauricio Alberto Serna, Javier Alejandro Villarreal (46 Christian Giménez), Cristián Alberto Traverso, Juan Román Riquelme, Walter Nicolás Gaitán, Marcelo Alejandro Delgado. Trener: Carlos Bianchi Cruz Azul: Óscar Pérez – Víctor Gutiérrez, Norberto Angeles, Sergio Almaguer, Melvin Brown, Pablo Manuel Galdames, José Alberto Hernández, Julio César Pinheiro, Tomás Alberto Campos (66 Emilio Mora), Juan Francisco Palencia, José Saturnino Cardozo. Trener: José Luis Trejo |

## Klasyfikacja
Poniższa tabela ma charakter statystyczny. O kolejności decyduje na pierwszym miejscu osiągnięty etap rozgrywek, a dopiero potem dorobek bramkowo-punktowy. W przypadku klubów, które odpadły w rozgrywkach grupowych o kolejności decyduje najpierw miejsce w tabeli grupy, a dopiero potem liczba zdobytych punktów i bilans bramkowy.
| Poz                                                                      | Klub                      | Mecze | Zw | Rem | Por | Pkt | BrZd | BrStr |
| ------------------------------------------------------------------------ | ------------------------- | ----- | -- | --- | --- | --- | ---- | ----- |
| 1                                                                        | Boca Juniors              | 14    | 9  | 3   | 2   | 30  | 20   | 13    |
| 2                                                                        | Cruz Azul                 | 20    | 12 | 3   | 5   | 39  | 40   | 22    |
| 3                                                                        | SE Palmeiras              | 12    | 6  | 5   | 1   | 23  | 26   | 15    |
| 4                                                                        | Rosario Central           | 12    | 6  | 3   | 3   | 21  | 23   | 15    |
| 5                                                                        | Cruzeiro EC               | 10    | 7  | 3   | 0   | 24  | 26   | 11    |
| 6                                                                        | CR Vasco da Gama          | 10    | 8  | 0   | 2   | 24  | 20   | 10    |
| 7                                                                        | América Cali              | 10    | 7  | 0   | 3   | 21  | 18   | 13    |
| 8                                                                        | River Plate               | 10    | 5  | 1   | 4   | 16  | 18   | 11    |
| 9                                                                        | Cerro Porteño             | 8     | 5  | 1   | 2   | 16  | 20   | 10    |
| 10                                                                       | Club Nacional de Football | 8     | 4  | 2   | 2   | 14  | 10   | 7     |
| 11                                                                       | CS Emelec                 | 8     | 3  | 3   | 2   | 12  | 9    | 11    |
| 12                                                                       | Atlético Junior           | 8     | 3  | 2   | 3   | 11  | 13   | 10    |
| 13                                                                       | São Caetano               | 8     | 3  | 2   | 3   | 11  | 7    | 5     |
| 14                                                                       | CD Cobreloa               | 8     | 3  | 2   | 3   | 11  | 11   | 11    |
| 15                                                                       | CD El Nacional            | 8     | 3  | 0   | 5   | 9   | 10   | 15    |
| 16                                                                       | Deportes Concepción       | 8     | 2  | 1   | 5   | 7   | 9    | 12    |
| 17                                                                       | Deportivo Cali            | 6     | 3  | 0   | 3   | 9   | 13   | 8     |
| 18                                                                       | CA Vélez Sarsfield        | 6     | 3  | 0   | 3   | 9   | 5    | 8     |
| 19                                                                       | San Lorenzo de Almagro    | 6     | 2  | 1   | 3   | 7   | 9    | 10    |
| 20                                                                       | Club Guaraní              | 6     | 2  | 1   | 3   | 7   | 9    | 11    |
| 21                                                                       | Defensor Sporting         | 6     | 2  | 1   | 3   | 7   | 8    | 11    |
| 22                                                                       | Club Olimpia              | 6     | 1  | 2   | 3   | 5   | 10   | 13    |
| 23                                                                       | CA Peñarol                | 6     | 1  | 1   | 4   | 4   | 7    | 10    |
| 24                                                                       | Club Universidad de Chile | 6     | 1  | 1   | 4   | 4   | 5    | 13    |
| 25                                                                       | Táchira San Cristóbal     | 12    | 4  | 1   | 7   | 13  | 10   | 20    |
| 26                                                                       | Club The Strongest        | 6     | 2  | 1   | 3   | 7   | 10   | 14    |
| 27                                                                       | Olmedo Riobamba           | 6     | 2  | 0   | 4   | 6   | 11   | 15    |
| 28                                                                       | Club Jorge Wilstermann    | 6     | 2  | 0   | 4   | 6   | 7    | 13    |
| 29                                                                       | Club Sporting Cristal     | 6     | 1  | 0   | 5   | 3   | 4    | 13    |
| 30                                                                       | Universitario de Deportes | 6     | 0  | 2   | 4   | 2   | 3    | 13    |
| 31                                                                       | Oriente Petrolero         | 6     | 0  | 1   | 5   | 1   | 6    | 14    |
| 32                                                                       | Sport Boys Callao         | 6     | 0  | 1   | 5   | 1   | 3    | 17    |
| 33                                                                       | ItalChacao Caracas        | 6     | 3  | 0   | 3   | 9   | 9    | 10    |
| 34                                                                       | Atlante FC                | 6     | 1  | 0   | 5   | 3   | 8    | 13    |
| Podsumowanie: 138 meczów, w tym 22 remisy, 417 bramek – 3,02 bramki/mecz |                           |       |    |     |     |     |      |       |